# Gmina Nowe Skalmierzyce
Die Gmina Nowe Skalmierzyce ist eine Stadt-und-Land-Gemeinde im Powiat Ostrowski der Woiwodschaft Großpolen in Polen. Im Jahr 2010 wurde der Sitz der Gmina von der Stadt Nowe Skalmierzyce (deutsch 1908–20 Neu Skalmierschütz) mit etwa 4800 Einwohnern in das Dorf Skalmierzyce ((Alt) Skalmierschütz) mit etwa 2100 Einwohnern verlegt.
Die Gmina hat eine Fläche von 125,7 km² und 15.625 Einwohner (Stand 31. Dezember 2020).

## Gliederung
Die Gmina Nowe Skalmierzyce besteht aus folgenden Ortschaften:
| Name                | deutscher Name (1815–1918)                    | deutscher Name (1939–1945)                       |
| ------------------- | --------------------------------------------- | ------------------------------------------------ |
| Biskupice           | Biskupice Smolane                             | vor 1920 Kongresspolen (1939–1945 Kreis Kalisch) |
| Biskupice Ołoboczne | Biskupice Szalone                             | Bischofsfelde                                    |
| Boczków             | Boczkow                                       | Maternhof                                        |
| Chotów              | Chotow                                        | Klein Graben                                     |
| Czachory            | Czachory                                      | ?                                                |
| Droszew             | Droszew 1906–1918 Drosenau                    | Drosenau                                         |
| Fabianów            | Fabianow                                      | Langzeile                                        |
| Gałązki Małe        | Klein Galonski                                | Klein Gallen                                     |
| Gałązki Wielkie     | Groß Galonski                                 | Groß Gallen                                      |
| Głóski              | Gluski                                        | Schönhof                                         |
| Gniazdów            | Gniazdow                                      | Langdorf                                         |
| Gostyczyna          | Gostyczyn                                     | Gastingen                                        |
| Kościuszków         | Kosciuszkow                                   | 1939–1943 Schwarzgrund 1943–1945 Kürau           |
| Kotowiecko          | Kotowiecko 1914–1918 Lekow                    | 1939–1943 Lekow 1943–1945 Katen                  |
| Kurów               | Kurow                                         | 1939–1943 Kurow 1943–1945 Gut Kürau              |
| Leziona             | Leziona 1906–1918 Leschnau                    | Leschnau                                         |
| Mączniki            | Moncznik                                      | Pappelhorst                                      |
| Miedzianów          | Miedzianow                                    | ?                                                |
| Nowe Skalmierzyce   | Neu Skalmierzyce 1908–1918 Neu Skalmierschütz | 1939–1943 Neu Skalden 1943–1945 Kalmen           |
| Ociąż               | Ocioncz                                       | 1939–1943 Scheineiche 1943–1945 Ottenland        |
| Osiek               | Osiek                                         | Kleindorf                                        |
| Pawłów              | Pawlow                                        | ?                                                |
| Pawłówek            | Pawlowek                                      | ?                                                |
| Skalmierzyce        | Skalmierzyce                                  | Alt Skalden                                      |
| Śliwniki            | Sliwnik                                       | 1939–1943 Sandfelde 1943–1945 Spilling           |
| Śmiłów              | Smielow                                       | Prosnagrund                                      |
| Strzegowa           | Strzegow                                      | Ebenfelde                                        |
| Trkusów             | Trkusow                                       | Grenzmühl                                        |
| Węgry               | Wengry                                        | Ungersdorf                                       |
| Żakowice            | Zakowice 1906–1918 Sakowitz                   |                                                  |